# Argelander (cráter)

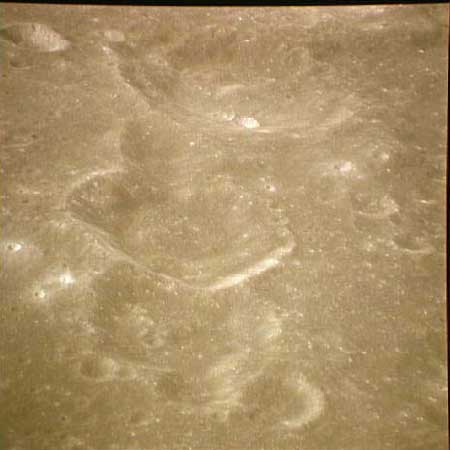
Fotografía de la misión Apolo 16

Argelander  es un cráter de impacto lunar que se encuentra en las tierras altas del centro-sur de la Luna. Se encuentra en el punto medio entre el cráter de menor tamaño Vogel en el norte y el más grande Airy al sur. Al noroeste están los restos desgastados de Parrot. Justo al oeste se sitúa una hendidura poco profunda en la superficie que sigue un curso hacia el norte-noroeste, cruzando el borde sureste de Parrot.
El borde de Argelander está ligeramente desgastado y presenta algunas indentaciones, aunque está menos distorsionado que Airy hacia el sur. La parte inferior es relativamente plana y tiene una pequeña elevación central. Hay una depresión curvada en la superficie tras el borde occidental, dando a la pared un perfil en rampa en ese lado.

## Cráteres satélite
Por convención estos elementos son identificados en los mapas lunares poniendo la letra en el lado del punto medio del cráter que está más cerca de Argelander.
|            | \| Argelander \| Coordenadas \| Diámetro \| \| ---------- \| --------------------------- \| -------- \| \| A \| 16°30′S 6°48′E / -16.5, 6.8 \| 9 km \| \| B \| 15°30′S 5°06′E / -15.5, 5.1 \| 6 km \| \| C \| 16°18′S 5°42′E / -16.3, 5.7 \| 4 km \| \| D \| 17°36′S 4°24′E / -17.6, 4.4 \| 11 km \| \| W \| 16°42′S 4°12′E / -16.7, 4.2 \| 19 km \| |          |
| Argelander | Coordenadas | Diámetro |
| A          | 16°30′S 6°48′E / -16.5, 6.8 | 9 km     |
| B          | 15°30′S 5°06′E / -15.5, 5.1 | 6 km     |
| C          | 16°18′S 5°42′E / -16.3, 5.7 | 4 km     |
| D          | 17°36′S 4°24′E / -17.6, 4.4 | 11 km    |
| W          | 16°42′S 4°12′E / -16.7, 4.2 | 19 km    |

## Referencias

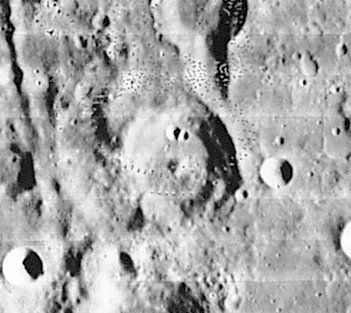
Fotografía de la misión Lunar Orbiter 4